# Kampong Thum
Kampong Thum is een stad in Cambodja en is de hoofdplaats van de provincie Kampong Thum.
Kampong Thum telt ongeveer 21.000 inwoners.